# 名鉄ツ600形貨車
名鉄ツ600形貨車（めいてつツ600がたかしゃ）とは、かつて名古屋鉄道で運用されていた木造貨車（通風車）である。

## 概要
- 元は1922年（大正11年）に日本車輌製造で製造された愛知電気鉄道の12 t 積木造通風車ツ600形（ツ600 - ツ609）である。10両が製造された。車体の側面、引戸の全体に通風用スリットを設けている。同時期に製造された愛知電気鉄道ワ610有蓋車とは寸法などは共通である。国鉄直通貨車であった。1935年（昭和10年）に名岐鉄道と愛知電気鉄道が合併し名古屋鉄道が発足すると、全車が名古屋鉄道に引き継がれる。1941年（昭和16年）にツ600形（ツ601 - ツ610）に改番する。東部線で青果物輸送に使用された。

- 戦後、ツ608が行方不明となり、現車が無い状態で1952年（昭和27年）に廃車。残った車両も1964年（昭和39年）までに廃車となり形式消滅となった。

- 行方不明となったツ608は、戦後の混乱で北海道に渡り、雄別炭礦尺別鉄道の雪かき車ワ14となったという。